# Шляково
Шляково — деревня в городском округе Шаховская Московской области.
Деревня расположена в юго-восточной части округа, примерно в 13 км к юго-востоку от райцентра Шаховская, у запруженного истока безымянного ручья, левого притока Рузы, высота центра над уровнем моря 227 м. Ближайшие населённые пункты — Житонино на противоположном берегу пруда, Городище в 1,2 км на северо-восток и Максимково в 1,2 км на юго-запад.
В деревне имеется Северная улица.
Вблизи деревни находится остановка «Фомкино» автобусов № 44 и 50, следующих до райцентра.
По материалам Всесоюзной переписи населения 1926 года Шляпово — деревня Житонинского сельсовета Серединской волости Волоколамского уезда Московской губернии, проживало 149 человек (72 мужчины, 77 женщин) в 35 крестьянских хозяйствах.
С 1929 года — населённый пункт в составе Шаховского района Московской области.
1994—2006 гг. — деревня Серединского сельского округа Шаховского района.
2006—2015 гг. — деревня сельского поселения Серединское Шаховского района.
2015 г. — н. в. — деревня городского округа Шаховская Московской области.

## Население
| 2002 | 2006 | 2010 |
| ---- | ---- | ---- |
| 10   | →10  | ↘5   |